# Daniel Pfister
Daniel Pfister (Schwaz, 7 de diciembre de 1986) es un deportista austríaco que compitió en luge en la modalidad individual.
Ganó tres medallas en el Campeonato Mundial de Luge, en los años 2007 y 2009, y una medalla de bronce en el Campeonato Europeo de Luge de 2010.
Participó en tres Juegos Olímpicos de Invierno, entre los años 2006 y 2014, ocupando el sexto lugar en Vancouver 2010, en la prueba individual.

## Palmarés internacional
| Campeonato Mundial | Campeonato Mundial           | Campeonato Mundial | Campeonato Mundial |
| Año                | Lugar                        | Medalla            | Prueba             |
| ------------------ | ---------------------------- | ------------------ | ------------------ |
| 2007               | Igls (Austria)               | Medalla de bronce  | Equipo             |
| 2009               | Lake Placid (Estados Unidos) | Medalla de plata   | Equipo             |
| 2009               | Lake Placid (Estados Unidos) | Medalla de bronce  | Individual         |
| Campeonato Europeo |                              |                    |                    |
| Año                | Lugar                        | Medalla            | Prueba             |
| 2010               | Sigulda (Letonia)            | Medalla de bronce  | Individual         |